# Eurostopodinae
Los eurostopodinos (Eurostopodinae) son una subfamilia de aves Caprimulgiformes de la familia Caprimulgidae que incluye dos géneros: Eurostopodus y Lyncornis, que se distribuye en hábitats boscosos desde China hasta Australia.

## Taxonomía
Se conocen nueve especies distribuidas en dos géneros:
- Género Eurostopodus
  - Eurostopodus argus Hartert 1892 - Chotacabras argos;
  - Eurostopodus mystacalis (Temminck, 1826) - Chotacabras bigotudo;
  - Eurostopodus nigripennis Ramsay, EP, 1882 - Chotacabras de las Salomón;
  - Eurostopodus exul Mayr, 1941 - Chotacabras de Nueva Caledonia;
  - Eurostopodus diabolicus Stresemann 1931 - Chotacabras diabólico;
  - Eurostopodus papuensis (Schlegel, 1866) - Chotacabras papú;
  - Eurostopodus archboldi (Mayr y Rand) 1935 - Chotacabras de Archbold;
- Género Lyncornis
  - Lyncornis temminckii (Gould) 1838
  - Lyncornis macrotis (Vigors) 1831